# Caracola
Chansons représentant l'Espagne au Concours Eurovision de la chanson
Algo prodigioso
(1963) ¡Qué bueno, qué bueno!
(1965)
Caracola (« Conque ») est une chanson interprétée par le groupe italo-uruguayen Los TNT, sortie en 45 tours en 1964.
C'est la chanson ayant été sélectionnée pour représenter l'Espagne au Concours Eurovision de la chanson 1964 le 21 mars à Copenhague, au Danemark. Los TNT participent à l'Eurovision sous le nom « Tim, Nelly & Tony ».

## À l'Eurovision

### Sélection
Le 18 février 1964, la chanson Caracola est sélectionnée lors de la finale nationale pour représenter l'Espagne au Concours Eurovision de la chanson 1964 le 21 mars à Copenhague.

### À Copenhague
La chanson est intégralement interprétée en espagnol, langue officielle de l'Espagne, comme le veut la coutume avant 1966. L'orchestre est dirigé par Rafael de Ibarbia Serra.
Caracola est la seizième et dernière chanson interprétée lors de la soirée du concours, suivant Près de ma rivière de Robert Cogoi pour la Belgique.
À l'issue du vote, elle obtient 1 point et se classe 12e sur 16 chansons,.

## Liste des titres
| A1. | Caracola               | Fina de Calderón |  |
| B1. | Camino de la felicidad |                  |  |

## Historique de sortie
| Pays     | Date | Format                                  | Label  |
| -------- | ---- | --------------------------------------- | ------ |
| Espagne, | 1964 | 45 tours (promotionnel), super 45 tours | Belter |